# Mounir El Haimour
Mounir El Haimour (né le 29 octobre 1980 à Limoges, France) est un footballeur franco-marocain évoluant au poste de défenseur latéral gauche et jouant au SO Chatellerault.
Mounir El Haimour a joué 157 matchs en professionnel en y ayant inscrit 6 buts. Il a évolué dans différents championnats étrangers tels que la Suisse, Russie et dernièrement l'Angleterre.

## Carrière
- ES Guérétoise  France
- 2000-2002 : SO Châtellerault  France
- 2002-2003 : FC Champagne Sports  Suisse
- 2003-2005 : Yverdon-Sport FC  Suisse
- 2005-2005 : Alania Vladikavkaz  Russie
- 2005-2006 : Yverdon-Sport FC  Suisse
- 2006-2007 : FC Schaffhouse  Suisse
- 2007-2008 : Neuchâtel Xamax  Suisse
- 2008-2010 : Barnsley FC  Angleterre
- 2011-2012 : Poitiers FC  France
- 2013-2021 : US Chauvigny  France
- 2021-2023 : SO Chatellerault  France

## Palmarès
- Champion de Suisse de D2 en 2005 avec Yverdon-Sport